# Back from the Dead (Skillet)
Back from the Dead è un singolo della band statunitense Skillet, terzo estratto dall'album Unleashed, pubblicato il 24 gennaio 2017.

## Tracce
1. Back From Dead – 3:33